# Volodymyr Yezerskyy
Volodymyr Ivanovytch Yezerskyy (en ukrainien : Володимир Іванович Єзерський), né le 15 novembre 1976 à Lviv (Ukraine), est un footballeur ukrainien.

## Carrière

### En équipe nationale
Yezersky participe à la coupe du monde 2006 avec l'équipe d'Ukraine. Il a participé à dix matchs de qualification à cette coupe du monde.

## Palmarès
- Champion d'Ukraine
  - en 2000 avec le Dynamo Kiev.
  - en 2008 avec le FC Chakhtar Donetsk.
- Coupe d'Ukraine
  - Vainqueur en 2008 avec le FC Chakhtar Donetsk.
  - Finaliste en 1999 avec le Karpaty Lviv et en 2004 avec le Dniepr Dniepropetrovsk.
- Supercoupe d'Ukraine
  - Vainqueur en 2008 avec le FC Chakhtar Donetsk.